# Kennedy Űrközpont 39. indítóállás
A 39. indítóállás, vagy más néven az LC–39 (Launch Complex 39, angolul 39-es indítókomplexum) a Kennedy Űrközpont egyik rakétaindító helye, az első olyan, amely kizárólag a NASA tulajdonában áll és szintén az első olyan, amelyet a civil űrügynökség nem vegyes üzemeltetésben használt az amerikai haderővel. Az indítókomplexum Florida államban, annak atlanti-óceáni partvidékén Titusville és Cocoa város között, a Merritt-szigeten helyezkedik el, a Canaveral-fokon, közvetlenül az USA haderejének Cape Canaveral Air Force Station létesítménye mellett. A terület egy hatalmas kisajátítással, illetve telekfelvásárlással vált az űrkikötő részévé 1962-ben, amely szorosan kötődött az Apollo-program John F. Kennedy elnök általi meghirdetéséhez.
Maga az indítókomplexum két indítóállványból (LC–39A és LC–39B), a rakéták összeszerelésére szolgáló VAB-csarnokból, az azokat összekötő utakból, valamint számos kiegészítő épületből (mint például a Lauch Control Center épülete) áll. Mindezt az infrastruktúrát eredetileg az Apollo-programhoz építették, 1961-1966 között azzal a céllal, hogy innen induljanak az Apollo űrhajók a Hold felé. Az indítási és összeszerelési kapacitást óriási túlbiztosítás jellemezte – elsősorban a szovjetekkel vívott politikai indíttatású verseny okán –, ám talán éppen ezért a felbocsátások nagyobb hibák nélkül zajlottak 1967-1972 között. Innen indult történelmi útjára 1969. július 16-án Neil Armstrong, Buzz Aldrin és Mike Collins hármasa, hogy elsőként szálljanak le a Holdra, amely feladatot aztán az első két űrhajós sikerrel teljesített. Utolsó alkalommal már nem az Apollo–program, hanem a Skylab-program keretében végezték a Skylab űrállomás és Apollo űrhajók felbocsátását, majd a komplexum az Apollo-korszak lezárását jelentő Szojuz–Apollo-program amerikai űrhajójának startjában volt utoljára használatban-,
Az Apollo repülések végeztével a NASA új űrhajótípus, a többször felhasználható Space Shuttle repültetésébe vágott bele, így az indítóállványokat az új követelményeknek megfelelően átépítették, és azután a Space Shuttle indítását végezték innen. Az űrsiklók 2011-es kényszerű leállításáig összesen 135 repülés startolt Cape Canaveralról. Az első ilyen típusú start, a Columbia űrrepülőgép startja 1981. április 12-én zajlott le, majd később ezek egyike közben szenvedett tragédiát a felbocsátás 74. másodpercében a Challenger űrrepülőgép 1986-ban. Az űrsiklók repüléseinek befejezésével a Constellation program Ares hordozórakétáit tervezték innen indítani, ám a programot később törölték, így az új iniciatíva – a civil űripar intenzív bevonása – mentén alakuló új amerikai űrpolitikának megfelelően a SpaceX magánvállalat vehette hosszútávú használatba az űrkikötő ezen részét.

## Története
Az indítóállás története összefonódik a NASA azon programjaival, amelyekben nagy teljesítményű rakétákkal juttatott az amerikai űrügynökség nagy terheket a világűrbe. Keletkezése az Apollo-programhoz köthető, majd végigkíséri a Space Shuttle korszakot, illetve a jövőbe mutat a SpaceX új rakétáinak indításával. Tágabb értelemben természetesen a történet részese a teljes amerikai űrtevékenységnek, amelynek súlypontja Florida Cape Canaveral környéki területén zajlott.

### A terület
Cape Canaveral már az i. e. 2000-5000 évektől lakott terület volt, majd később indiánok népesítették be egészen a XVI. századig, amikor spanyol gyarmatosítók szálltak partra az Atlanti-óceán partvidékén. Ebből a korból származik a terület spanyol eredetű neve is, eredetileg Cabo Cañaveral, amely cukornádültetvényt jelent (a területet ezen a néven már a XVI. századtól jelölik a korabeli térképek. Később a terület angol gyarmattá vált, majd amerikai államként vált függetlenné.
A szorosabban vett terület, a Merritt-sziget története 1890-ben kezdődött, amikor néhány vagyonos üzletember megvásárolt egy 73 km²-es területet és egy háromszintes mahagóni klubházat építettek egy lövészklub céljaira, a későbbi 39A indítóállás közelében. Az 1920-as években Peter E. Studebaker Jr. a híres autómágnás fia egy kis kaszinót hozott létre a helyszínen, a De Soto Beachen.

### Az űrverseny korszaka

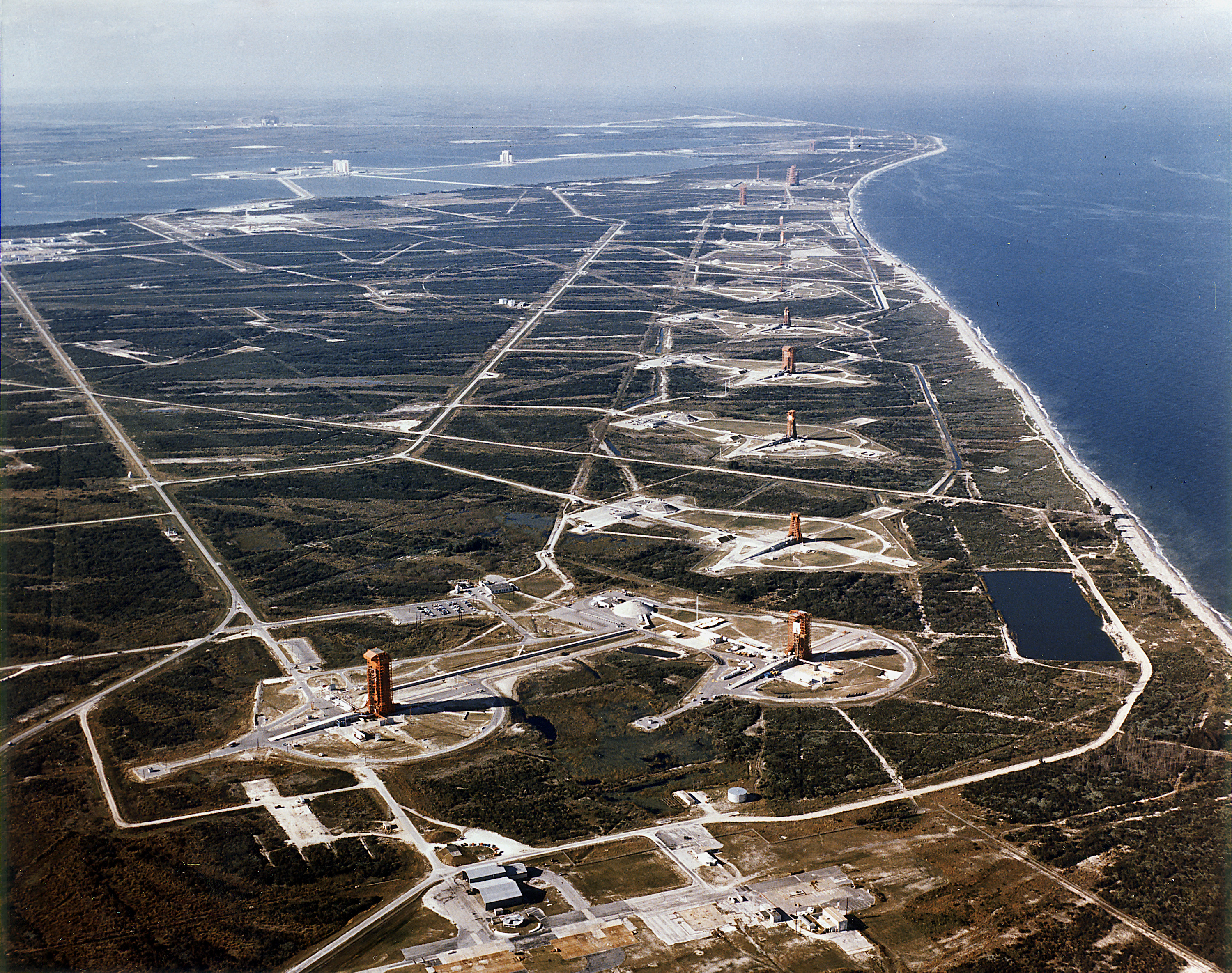
A Canaveral fokon sorakozó indítóállások, amelyekből az amerikai haderő végezte a felbocsátásokat a NASA megalakulásáig

1948-ban az Egyesült Államok Haditengerészete jelent meg a területen, a korábban létrehozott Banana River Haditengerészeti Repülőbázist terjesztették ki a területre, ahol a légierő a második világháborúban zsákmányolt V–2 rakéták tesztelésébe fogott. Mivel a hely ideális volt lőtér számára, mivel a kísérletek nem zavartak semmilyen lakott területet, hamarjában (1949-től) Összfegyvernemi Nagy Hatótávolságú Tesztlőtérré emelkedett a helyszín és nevet is kapott: Patrick Légierő Bázis. A hadsereg később tovább terjeszkedett és 1951-ben az új területeken létre hozták a Légierő Hordozórakéta Tesztközpontot, a későbbi Cape Canaveral Air Force Station elődjét. Az 1950-es években aztán ezen a helyen folyt az USA legtöbb rakétatesztje.
A NASA 1958-as megalakulásával a korábbi katonai bázis indítóállásain civil felbocsátások is elkezdődtek, így vegyes használatúvá vált a terület a Mercury-program és a Gemini-program és számos más űrszonda és műhold felbocsátásaival. Az újabb nagy változást 1961 és John F. Kennedy elnöknek az Apollo-programot életre hívó bejelentése hozta. A holdprogram olyan eszközök – elsősorban egy óriásrakéta – iránti igényt támasztott, amely a rendelkezésre álló indítóállásokból nem volt üzemeltethető, ezért újabb fejlesztésekre volt szükség. A NASA 1962-ben kezdte kisajátítani a Merritt-szigetnek az addig elfoglalttól északabbra és nyugatabbra fekvő területeit 340 km²-rel növelve a felhasznált területet. Emellett megvásároltak Florida államtól további 230 km²-t is. Ezen a területen megalakult a hadseregtől teljesen független Kilövés Műveleti Központ (Launch Operation Center).

### Apollo korszak

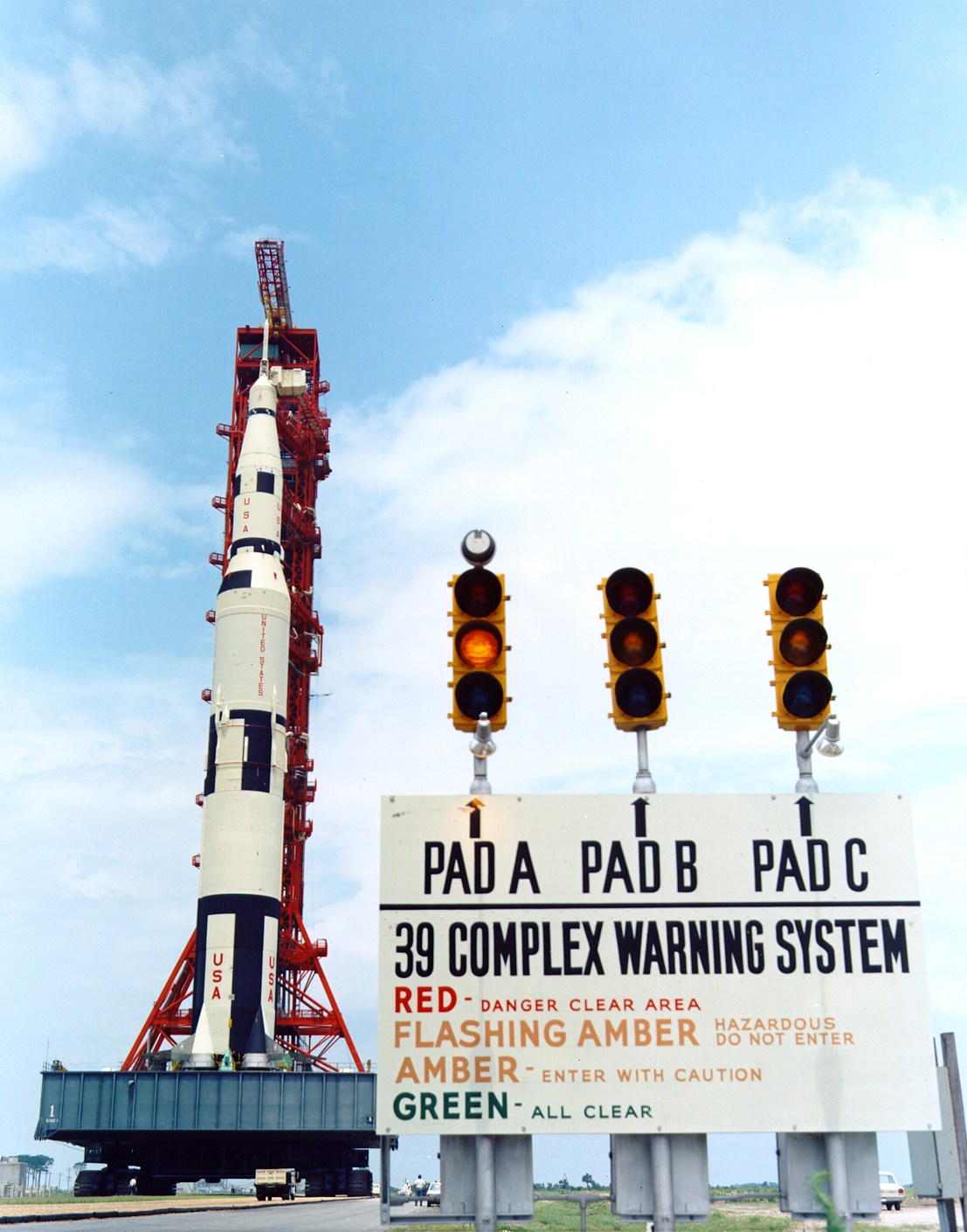
Egy Saturn V rakéta a rakéta ösvényen és három jelzőlámpa, hogy az egyes indítóállások éppen milyen státuszban vannak (érdekesség, a soha meg nem épült 39C-nek is saját jelzése van

A NASA az Apollo-program által vázolt követelmények mentén a Saturn rakétacsalád kifejlesztése mellett döntött, ezen belül is a Holdra szállásokhoz a Saturn V mellett. A rakéta dimenziói (110,5 méter magassága, 2850 tonna tömege) új indítási infrastruktúrát kívánt meg. Emellett a szovjetekkel vívott verseny – a döntés idejében – várható tempója miatt rengeteg párhuzamos kapacitásra támasztott igényt. A Saturn V kiszolgálására alkalmas indítóállás a 39-es számot kapta (a legmagasabb számú Cape Canaveral Air Force Station indítóállás a 37-es számú volt) és nem is egyetlen indítópadot foglalat magában, hanem egy egész indítókomplexumot tervezett ide a NASA, összeszerelő csarnokkal, utakkal, több indítópaddal. A legelső tervek összesen négy indítópadot vizionáltak, mindegyik 2700 méter távolságban egymástól egy esetleges startbaleset esetén bekövetkező robbanás következményeinek elhárítására. Később a négy állás ötre nőtt. Az öt tervezett létesítményből hármat kívántak az első ütemben megépíteni A, B és C jelzéssel, kettőt pedig (a D és E jelt) később építettek volna fel az igények függvényében. Kezdetben a sorszámozás északról kezdődött, ez lett az LC39A, és délen ért véget az LC39C-vel (amely a kivitelezni tervezett egységek közül a legközelebb esett az összeszerelő VAB-csarnokhoz). A kivitelezést ezzel a legközelebb eső létesítménnyel kezdték, majd hozzákezdtek a mellette lévőhöz is, de a harmadik végül különböző megfontolások alapján felesleges lett és soha nem épült meg. Ekkor megcserélték a sorszámozást is és a korábbi C jelű, legdélebbi lett a 39A, a B jelű megmaradt és a már csak terv szinten létező A jelű objektum lett a 39C. A tervek szerint a 39D nem a tengerparton, hanem a szárazföld belseje felé épült volna a 39C-től nyugatra, míg a 39E a 39C és 39D között húzott egyenes középpontjától északra kapott volna helyet, kijelölve egy háromszög csúcsát a három indítóállás között. A három meg nem épült indítóállásra ma egyetlen dolog utal: a két meglévő állás közül a 39B-hez vezető út vonalvezetésében egy törés látható, a törésig vezető ág meghosszabbításában vezetett volna az út tovább a meg nem épült egységekhez, a törés meg lényegében egy leágazás a 39B-hez, amely végül már nem leágazásként funkcionál.
A megépült, majd üzembe helyezett indítóállás(ok)ból végül 17 indítást végeztek az Apollo-érában. Ebből 13 indítás történt a Saturn V óriásrakétával és további 4 a Saturn IB igénybe vételével. Előbbiek az Apollo-program indításai voltak az Apollo–4 tesztrepüléstől egészen az utolsó holdexpedícióig, az Apollo–17-ig, illetve az utolsó a Skylab űrállomás felbocsátása volt, az utóbbiak pedig a program lecsengéseként végzett repülések voltak, így a három embert szállító Skylab repülés, valamint utolsóként az egész korszakot lezáró Apollo-Szojuz amerikai repülése. Az első repülésre 1967. november 9-én, az utolsóra pedig 1975. július 15-én került sor, különösebb esemény nélkül.

### Space Shuttle korszak
Az Apollo-program kifutásával a NASA újabb nagy projektje a többször felhasználható űrhajó, a Space Shuttle üzemeltetése lett, amelyhez infrastruktúra tekintetében az űrügynökség maximálisan támaszkodott a holdprogram során létrehozott kapacitásokra, így a két indítóállásra – az LC39A-ra és az LC39B-re – a VAB-csarnokra és az űrszerelvények mozgatására létrehozott hernyótalpas járműre és természetesen az összekötő utakra.
Az új űrjárművek támasztotta új követelmények szerinti átalakítása az LC–39A indítóállással kezdődött az utolsó Saturn V startot, a Skylab űrállomás felbocsátását követően. Az LC39B átalakítása viszont csak jóval később, megvárva a Szojuz-Apollo repülés 1975-ös lezárását és más hátráltató tényezőket, 1977-ben kezdődött el. A 39-es indítóállás újra használatba vétele az átalakítások után az Enterprise űrsikló tesztjeivel kezdődött 1979-ben és az első éles felszállásra, az STS–1-gyel, 1981. április 12-én került sor.

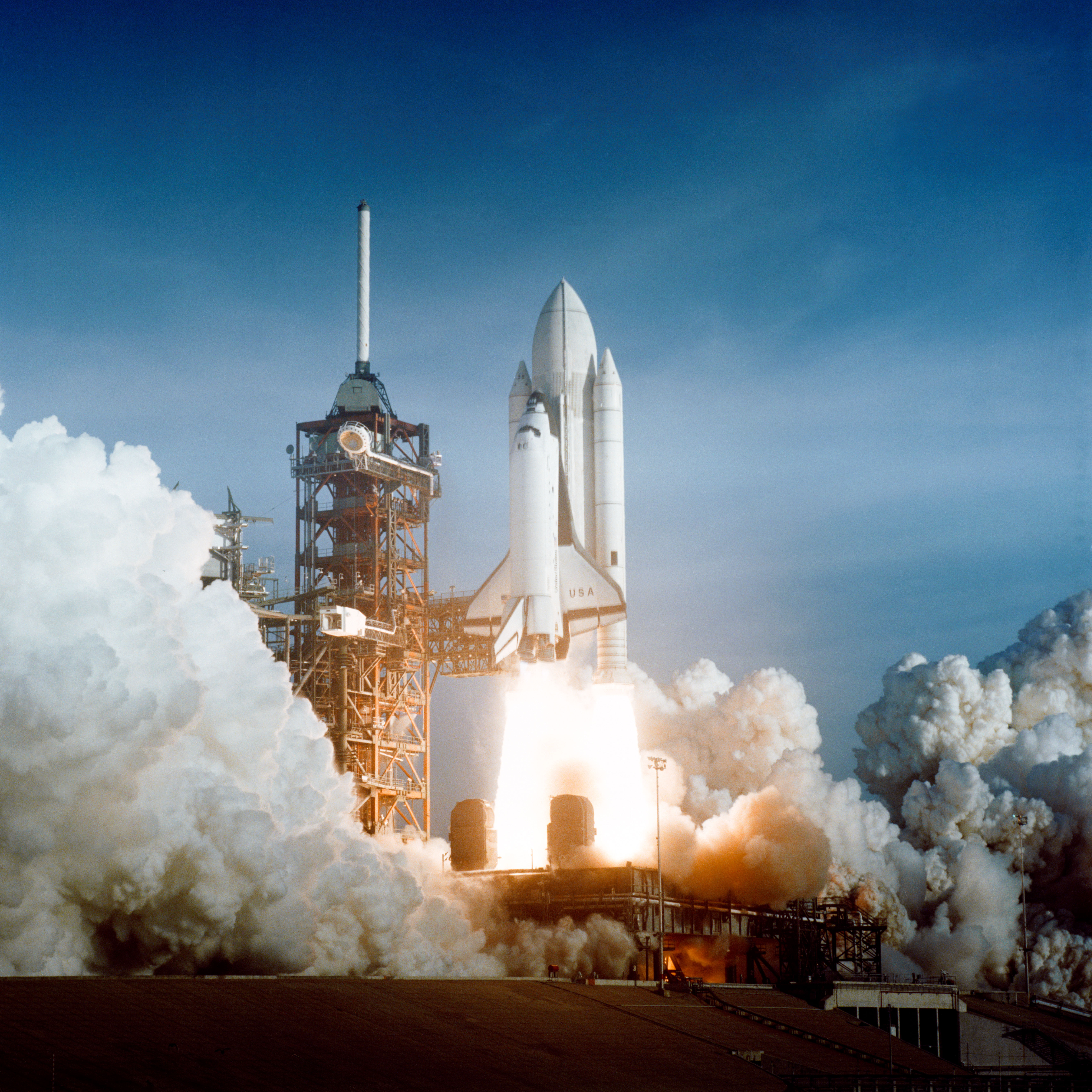
Az STS–1, az első Space Shuttle start az LC39A-ról

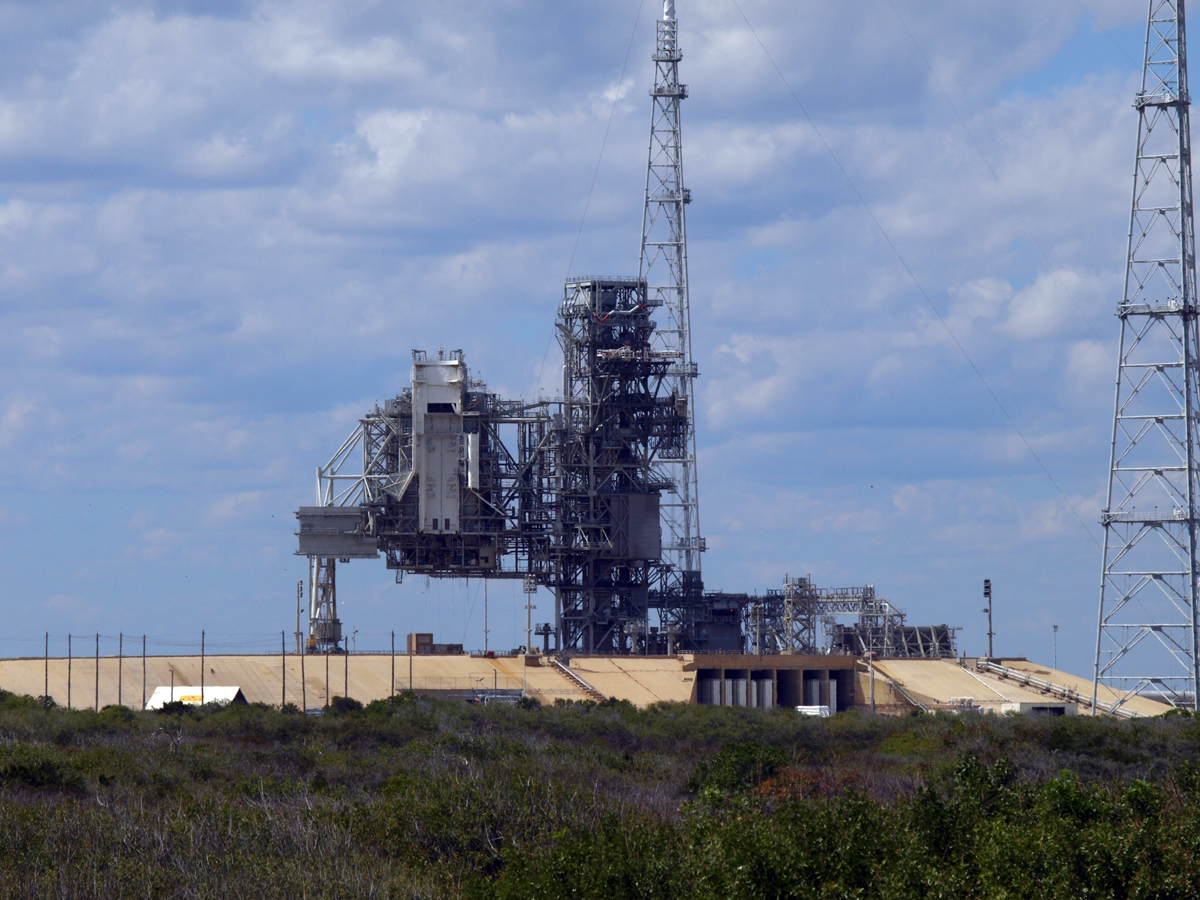
Az LC39B ún. „Shuttle konfigurációban”

Az átalakítások magát az indítóállás alapjait, az „Árkot” nem érintették, az kompatibilis volt az új hordozóeszközzel, a két szilárd hajtóanyagú oldalsó gyorsítórakétából és az űrsiklóba épített főhajtóművekből és az azt tápláló külső üzemanyagtartályból álló STS rendszerrel. Ehelyett az Apollo–program mobil indítótornyait leváltották és két szerkezettel pótolták. Felépült az FSS, azaz a Fix Kiszolgáló Szerkezet (Fixed Service Structure), illetve az RSS, a Elfordítható Kiszolgáló Struktúra (Rotating Service Structure), amelyek alapjaiban alakították át a két indítóállás látványát. Emellett átalakították az elárasztó rendszert, amely a start pillanatában vízzel árasztotta el az árkot, hogy a rakéta által keltett hanghatás meg ne repessze azt. Beépítettek egy 88 méter magas tornyot, amelyben helyet kapott egy 1 100 000 literes víztartály, ez biztosította a kelló mennyiségű vizet a start pillanatában. Megváltoztatták a támkarokat is, amelyek a startfolyamat során a rakéta és az űrhajó ellátását végezték. A legfelső kar, amely a gáznemű oxigén kipárolgását kontrollálta például kapott egy sapkát, amely a külső üzemanyagtartály csúcsára illeszkedett, ezzel gátolva meg, hogy a rendkívül hideg kipárolgás révén jég keletkezzen a rakéta csúcsán, ami aztán lehullva károkat okozhatott volna. A külső tartály feltöltéséért felelős, Hidrogén Szállító Támkar névre hallgató szerkezetet is alapjaiban tervezték át. A tartály feltöltése során robbanásveszélyes gázok keletkeztek, amelyet aztán egy szelepen át távolítottak el és vezettek biztonságos távolságba, hogy aztán ott égessék el. És végül átalakították az drótkötélpályát használó vészhelyzeti mentőrendszert is, amelyen az űrhajósok vész esetén biztonságos távolságba csúszhattak le egy drótkötélpályán, ahol egy M113 páncélozott jármű várta őket.
A Space Shuttle korszakban mindkét indítóállás aktív volt. Az első indításra, az STS–1 első felszállására az LC–39A-ról került sor, amelyet még huszonnégy start követte megszakítás nélkül erről a platformról. Az LC–39B átalakítása később kezdődött és a tervek szerint azonos sztenderdek szerint lett átalakítva, mint az ikertestvére, aztán különböző megfontolások (például a Centaur–G rakéta kiszolgálása), valamint költségvetési megszorítások miatt kissé más lett a végeredmény, illetve utóbbi problémái miatt egészen 1986-ig elhúzódott a „B” átalakítása. Az LC–39B átépítése utáni első alkalmazása szomorú történelmi eseményhez köthető. Innen startolt el az STS–51–L repülés, amely 74 másodperccel a start után Challenger-katasztrófa néven vonult be a történelembe. A program újraindulása is ehhez az indítóálláshoz köthető, a Challenger katasztrófa utáni első repülés, az STS–26 is innen startolt 29 hónapnyi szünet után 1988-ban. További nevezetes startok voltak még a Hubble űrtávcső feljuttatására indított STS–31 repülés 1990. április 24-i startja, vagy a szintén történelmi, a hibásan felküldött Hubble szervizelését célzó STS-61 repülés felbocsátása 1993. december 2-án. Ugyanígy innen startolt az első, a Nemzetközi Űrállomás építését célzó repülés, az 1998. december 4-én. És végül innen indult az egész Space Shuttle–program sorsát megpecsételő STS–107, a Columbia űrrepülőgép tragédiával végződő repülése is.
A shuttle éra úgyszintén az LC–39A-n ért véget, mivel a legutolsó STS repülés, az STS–135 az Atlantis űrrepülőgéppel is innen startolt 2011 júliusában. A Shuttle program során a korábbihoz képest egy nagyságrenddel több, 135 felszállás történt a 39-es indítókomplexumból. A startok során az indítóállást csak kisebb károsodások érték, egyetlen olyan eset volt, amikor komolyabb probléma támadt egy felbocsátás során. Az STS–124 LC–39A-beli felbocsátásakor 2008. május 31-én a felbocsátást követő állapotfelméréskor a személyzet szétszórt törmeléket talált az indítóállásban. A Discoveri űrrepülőgép főhajtóművének kiáramló gázai megrepesztették a lángterelő árok falait és kb. 3000 a falakat borító téglát kiszakított a helyéről. A hibák kijavítása végül 2,5 millió dollárt emésztett fel.

### Napjaink

#### Constellation-program

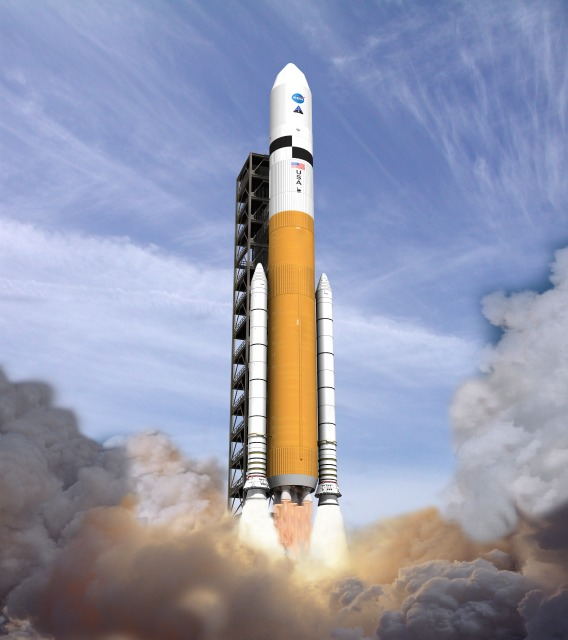
Az Ares V képzeletbeli startja egy grafikán

Amint az USA számára világossá vált, hogy a Space Shuttle flottát kényszerűen nyugdíjazni kell jóval a tervezett élettartama előtt, George W. Bush elnök felkérte a NASA-t, hogy készítsen tervet az űrsikló utáni időkre, a lehetséges továbblépés meghatározására. Ez a Constellation programban öltött testet, amely a Holdra való visszatérést tűzte ki célul 2020 előtt, amelyet követhetett volna a Mars meghódítása. A cél elérésére új űrhajótípus kifejlesztését határozták el Orion űrhajó néven, illetve egy új rakétatípus, az Ares rakéta is szükségessé vált (utóbbiból mindjárt kettő, az Ares I a személyzetek repülése számára, az Ares V pedig terhek szállítására).
A kifejlesztésre váró Ares rakéták számára természetes volt, hogy a LC–39 komplexumot használják az indítások során. Az Ares I rakéta (amely technikailag jórészt a Space Shuttle STS-rendszeréből ered) fejlesztése egészen az első próbarepülésig jutott el, amelyet az LC–39B indítóállásból végeztek el és tekintettel a shuttle-eredetre, ehhez az indítóálláson csak minimális módosításokat kellett végezni. Hasonló volt az Ares V sorsa is, ez a rakéta is jórészt az STS rendszer továbbgondolásából született. Ezt a hordozórakétát is az LC–39 indítóállásból tervezték felbocsátani.
2010-ben, az Obama-adminisztráció felülvizsgálta az USA űrtevékenységét és törölte a Constellation-programot, így minden további fejlesztés (beleértve az indítóállásokat érintőeket is) leállt.

#### SpaceX
A Constellation-program lezárását követően az Obama-adminisztráció által felvázolt űrpolitika szélesre tárta a világűr elérését és üzleti célú felhasználását a magáncégek felé. Ennek szellemében a NASA pályázatot írt ki az LC–39A magáncélú felhasználására és lízingbe adására a jelentkezők számára. A hivatalos kiírás 2013 májusában jelent meg és két ajánlat érkezett a felhívásra. Ezek egyike a SpaceX ajánlata volt, amely kizárólagos használatra vette volna bérbe az indítóállást, míg a másik Jeff Bezos Blue Origin cégének ajánlata volt, amely nem kizárólagosan használta volna azt, más – akár később jelentkező – felhasználókkal (az egyik ilyen potenciális társfelhasználó lett volna a United Launch Alliance). Bezos cége a nyertes kihirdetése előtt megtámadta a pályázati eljárást, amelyet a kizárólagos felhasználást is engedélyező eljárás miatt kezdeményezett. Ez hátráltatta az eredményhirdetést, ám az ügyben illetékes U.S General Accounting Office (kvázi Közbeszerzési Hivatal) elutasította a kifogást és jogszerűnek ítélte a kiírást, amelyet így végül 2014. április 14-én a SpaceX pályázata nyert el. A SpaceX ezek alapján húsz évre vehette bérbe az LC–39A indítóállást, hogy Falcon 9 és Falcon Heavy rakétáit indíthassa innen a világűrbe.
Az új típusú felhasználás kedvéért a SpaceX felépítette a Vízszintes Összeillesztő Műhelyt (HIF – Horizontal Integration Facility) az indítóállások közelében, valamint létrehozta a Szállító Felállító (TE – Transporter Erector) berendezést, amely az immár vízszintesen összeszerelt rakétákat állítja függőleges helyzetbe a starthoz. Ezekkel a munkákkal 2015-re végzett a vállalat és 2016 februárjában minősítette késznek az LC–39A-n végzett átalakításokat (valójában ekkor még számos kisebb munka nem volt kész). Ekkor kezdődtek a tesztek a Falcon rakétákkal, amelyek során hiba is történt és csak 2016 elején állt készen indításra az indítóállás. Az első Falcon 9 startra 2017. február 19-én került sor, amikor sikeresen indították a CRS–10 teherűrhajót, amelyet a Nemzetközi Űrállomás utánpótlásának biztosítására terveztek. 2016. február 6-án pedig megtörtént az első Falcon Heavy első indítása is. A legelső űrhajósokkal végzett start pedig 2020. május 30-án ment végbe, amikor Bob Behnken és Doug Hurley űrhajósokkal indult a SpaceX Demo–2 űrhajó az ISS-hez.
2019-ben újabb módosításokba fogtak az indítóálláson, hogy egy új rakétatípus, a Starship indítására is alkalmas legyen a cape canaverali létesítmény.

### Artemis–program
A Space Shuttle flotta kényszerű nyugdíjazását és az Obama kormányzat döntését – miszerint törlik a Constellation-programot – követően az LC–39 két iker indítóállásának sorsa élesen elvált egymástól. Miközben az LC–39A-t lízingbe adták a SpaceX-nek, addig az LC–39B továbbra is állami (NASA) tulajdonban és kezelésben maradt. A feladat kiosztásban is váltás történt. A 39A-n a magáncég indításaihoz tették alkalmassá az infrastruktúrát, amellyel egyidőben a 39B a NASA jövőbeli programjaihoz alkalmazkodott. 2011-ben a NASA-t megbízta az amerikai kormány, hogy egy új hordozórakéta rendszert fejlesszen. Ez volt a Space Launch System, vagy SLS, amely a Space Shuttle STS rendszerének vérvonalát vitte tovább, az azokban alkalmazott technikából kiindulva jött létre általa az új célokhoz – köztük a Hold újbóli eléréséhez – igazított hordozórakéta. (összehasonlításul az SLS erősebb, mint az Apollo-program Saturn V rakétája volt.)
A NASA pedig a több verzióban megépítendő SLS rakétáinak startjához az LC–39B indítóállást jelölte ki. Mivel a hordozóeszköz paramétereiben nagyon közel áll a régi STS rendszerhez, így az indítóállás sokkal kisebb átalakítást igényelt, mint testvére, ahonnan teljesen más kialakítású rakéták startolhatnak. 
Az első SLS startra, az Artemis–1 repülés felbocsátására 2022. november 16-án került sor.

## Felépítése

### Az „Árok”

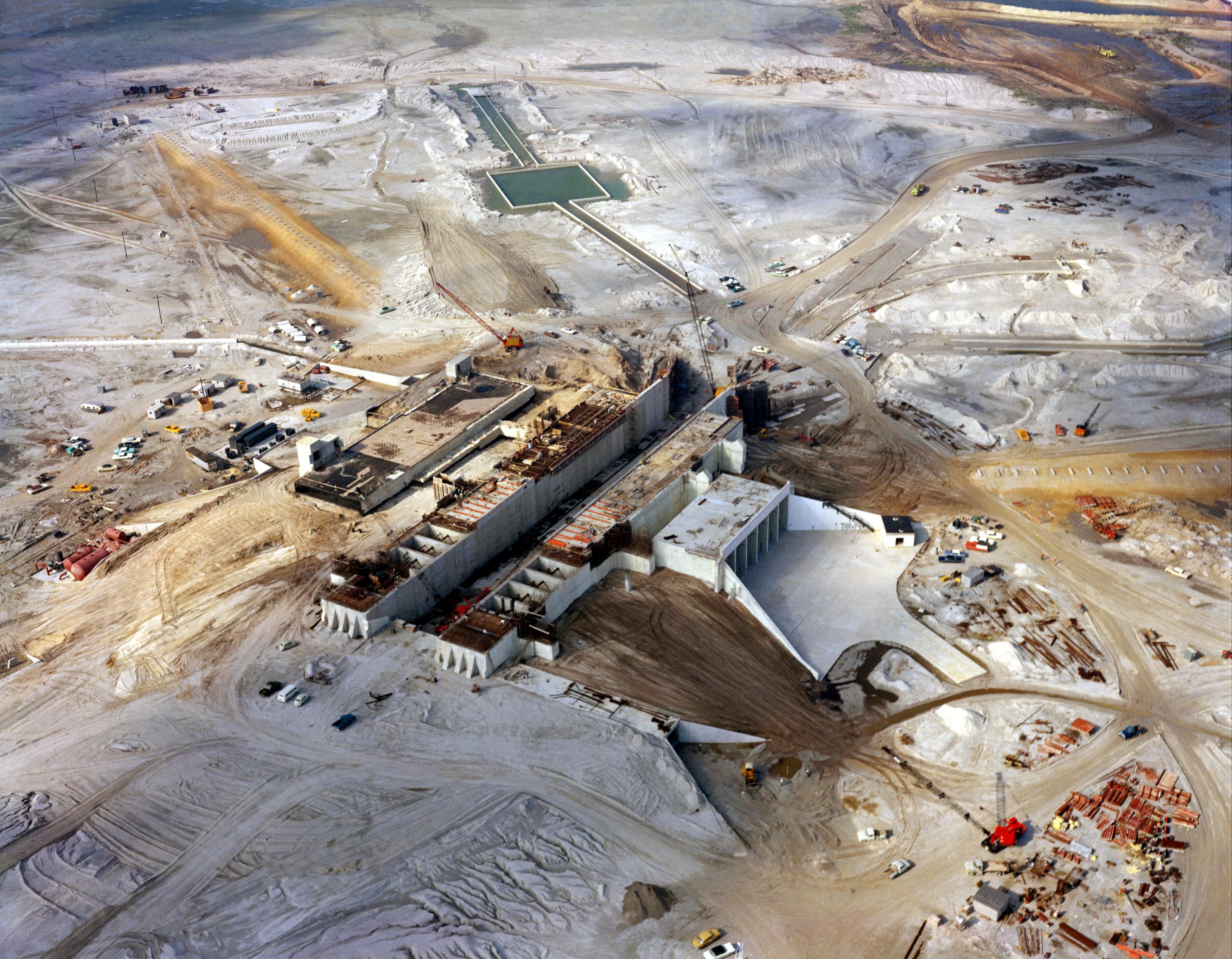
A 39A indítóállás építés közben 1964 decemberében

Az indítóállás dizájnját tekintve egy hatalmas beton teknő, vagy akna, amely lángterelőként szolgál, amelyek a rakétából kilövellő lángokat, füstöt oldalra terelik, el a működő rakétától az eltávolításukat pedig maga a rakéta végezte. A létrehozásának a legnagyobb kihívása a strukturális stabilitás volt. A tervek az indítóállásokat a floridai partvidék mocsaras területeire tették, ugyanakkor az indítóállásban a terhelés elérte az 50 tonna/m2 értéket is, amikor a rakéta a kiszolgáló létesítményekkel együtt a tetején állt. 1962 októberében kezdődött a hatalmas földmunka, amellyel létre jöttek a platformok. Előbb megtisztították a területet a pálmafa maradványoktól és más növényi részektől (erre például létrehoztak egy gépet, amely tövestől kihúzta a fákat a talajból, majd lerázta a gyökérzetre tapadt homokot róla, hogy az alapvető építőanyagból minél kevesebb vesszen kárba. Majd a tisztítás után megkezdődött a kotrás, amellyel a leendő két indítóállás, valamint a VAB területét alakították ki. Lecsapolták kis csatornákkal a vizes területeket, majd a buldózerek 894 400 köbméter föld megmozgatásával, 2,5 km2-en kialakították a helyszíneket.
Az építés a rakéta részegységek helyszínre szállításához szükséges hajózási csatorna kiásásával kezdődött (a Saturn V első és második fokozata hajón érkezett Cape Canaveralre). Egy 38 méter széles, 3 méter mély és 20 kilométer hosszú csatornát ástak a kivitelezők és az ebből kitermelt 6 876 000 köbméter földet egyrészt felhasználták a VAB és az indítóállások közötti út alapjában másrészt hatalmas piramis alakú halmot képeztek. Ennek a 24,4 méter magas földhányásnak az volt a funkciója, hogy összetömörítse az alatta fekvő talajrétegeket, amelyek így végül 1,2 métert süllyedtek és alkalmassá váltak a nagy terhelés strukturális elviselésére. Az altalaj tömörödését követően a buldózerek nekiláttak a földhányás elhordásának és az indítóállás nagyjábóli megformálásának. Ezen a módon kialakítottak két nagyjából nyolcszögre emlékeztető emelvényt, közepén egy árokkal (a majdani lángterelő árokkal), amely aztán beton burkolatot kapott, amelyre a lángoknak kitett részen még tégla burkolat is került, így alakítva ki a végleges formát. A földmunkák 1963 szeptemberére lettek kész.
Az építkezés végén előállt egy különleges építmény. Mindkét indítópad kb. 0,7 négyzetkilométeren terül el, észak-déli tájolással és 12 méter magasra emelkedik a környező sík terep fölé. Az indítóállások közepén húzódik a lángterelő árok, amely kb. a környező síkság szintjén fekszik (praktikusan tehát 12 méter mély) 18 méter széles és 137 méter hosszú. A lángterelő árok mindkét oldalán vékony betonkéreg található, amely alatt méhsejt szerkezet van beépítve, amely a teherbírásért felelős.
Az indítóállás azonban nemcsak egy egyszerű földhalom volt, a rakéták lángterelésére, beleintegrálták a kiszolgálásához szükséges termeket is. A nyugati oldalán kialakítottak egy két emeletes Csatlakozóközpontot, amely az elektromos berendezéseket, illetve az áramellátáshoz, valamint a kommunikációhoz szükséges csatlakozásokat fogadta magába. Emellett még integráltak egy kisebb, egy emeletes termet is, amely létfenntartó rendszerek terme lett. Ebben kapott helyet a légkondicionáló és légtechnikai rendszer, valamint a vízellátás. A keleti oldalon pedig a nagynyomású gázok tárolója és elosztója kapott helyet, ahonnan a nitrogén és hélium gázellátást biztosították. Végül egy vészhelyzetre alkalmas bunker is helyet kapott az indítóállásban: az űrhajósok vészhelyzet esetén az indítótoronyban egy gyorslifttel mehettek le egészen az A szintig, ahol egy mentőcsövön át lecsúszhattak egy óvóhelyre, amely úgy volt kialakítva, hogy elviselje a Saturn V indítóállásbeli robbanását és 24 óráig életben tartsa az űrhajósokat, amíg a mentőcsapatok ki nem ássák őket.
Ugyan technikailag önálló részegység volt, mégis együtt lehet csak értelmezni a lángterelő árokkal az acél lángterelőt. Ez egy fordított V alakú acélszerkezet volt, amelyet a rakéta fúvókái alá helyeztek és az volt a funkciója, hogy a kicsapó lángsugarat oldalra terelje az árok mentén, hogy a keletkező nyomás ne beszoruljon és visszapattanjon az árok aljáról a rakéta fúvókáiba, hanem oldalra elterelődjön a szabadba. A szerkezet 653 tonnát nyomott, acél gerendákból és merevítőkből épült fel és szintén acél borítást kapott. A felületét 10 cm vastag kerámia bevonattal látták el, amely képes voltak ellenállni a hajtómű lángcsóvája által kiváltott erő és hőhatásnak. Síneken lehetett a rendeltetési helyére szállítani és ott pontosan a megfelelő helyzetbe állítani. Összesen 3 db-ot rendelt meg a NASA 1 465 075 dolláros – 2019-es áron közel 12 000 000 – áron, majd később egy negyediket is megrendeltek, így végül a két indítóállásban két-két darab állt szolgálatban, az egyik mindig aktív a másik pedig tartalék szerepet betöltve.
Szintén a lángelvezető árok szerves része egy vízelárasztó rendszer, amelyet a működő rakétahajtóművek által keltett hangnyomás és vibráció miatt alakítottak ki. A start néhány másodpercében 1 000 000litert meghaladó mennyiségű vizet zúdítottak az árokba, amely elnyelte a hanghullámokat és így azok nem tudtak kárt tenni a startoló rakétában. Az SSWS (Sound Supression Water System – Hangelnyelő Vízrendszer) az idők folyamán változásokon ment át. A legnagyobb változást akkor érte meg a rendszer, amikor az Apollo űrhajókról átállt a NASA a Space Shuttle startjaira. Mivel ekkor a mobil indítótornyokat felváltották a Mobil Kiszolgáló szerkezettel, kissé megváltozott a startok geometriája, azaz a szerkezetek és rakéták, valamint a teknő elhelyezkedése, így át kellett alakítani a vízrendszert is, hogy a megfelelő csillapító hatást elérjék.

### Indítóállványok
Egy területileg nem, ám funkcióját tekintve az indítóálláshoz tartozó berendezés volt a lángterelő árok tetejére helyezett indítótorony, amelyről voltaképpen útjára indult az űrszerelvény. Ebből az idők során többféle verzió is született. Elsőként az Apollo-program számára. A Mobil indítótorony, vagy Mobil indítóállvány ötlete a Mobil Felbocsátási koncepció eredményeként merült fel, amely abban testesült meg, hogy a rakétát és űrhajót valahol távol az indítóállástól szerelték össze – ezzel is lerövidítve az egyes felbocsátások közötti időt, növelve a felbocsátások gyakoriságát –, illetve az összeszerelés eleve függőleges formában történt szemben azzal a gyakorlattal, hogy korábban az indítóállásban, függőlegesen szerelték össze a rakétákat. A holdprogramban azzal számoltak a kormányzat és a NASA illetékesei, hogy a szovjetek addigra akkumulálódott előnyét a korábbihoz képest sokkal intenzívebb repülési programmal, minimum kéthavonkénti (szükség esetén még sűrűbb, akár kéthetenkénti) felbocsátási ütemmel lehet behozni, ezzel szemben a helyszíni szereléssel egy Saturn I méretű rakétánál négy hónapnyi időközökkel lehet csak számolni. A startsűrűséget drámai módon lehetett javítani azzal, hogy ha az indítóállásokban csak a start előtti rövid időszakokban folyik előkészítő munka – azaz csak rövid ideig foglaltak. Ezek a megfontolások megteremtették a mobil felbocsátási koncepciót, amely szerint az összeszerelést másutt végezték, mint a felbocsátást – akár párhuzamosan egyidőben több rakétán – és a készre szerelt rakétákat szállítani kellett az összeszerelés helye és a felbocsátás között. Igény jelentkezett tehát egy eszközre, amely a leendő rakétának az összeszerelőüzem és az indítóállás közötti mozgatását végzi. E mellé az alapvetés mellé társult a vízszintes és a függőleges összeszerelés dilemmája. A vízszintes összeszerelés problémai a szállítás során a tápvezetékek csatlakozási gondjai, valamint a szállítómunkások okozta esetleges sérülések voltak (a szállítás során a kiszolgáló szerkezet körülveszi a rakétát, és a rajta dolgozó emberek ráejthettek dolgokat, míg egy függőleges szállítás során a kiszolgáló szerkezet a rakéta mellett állt, csökkentve a sérülések lehetőségét). De a legnagyobb probléma a rakéta függőlegesbe állítása volt, a művelet során adódó feszültségek szerkezeti törésekhez, repedésekhez, vezetékszakadásokhoz vezethettek. A függőleges szerelés nem vetett fel ilyen problémákat, „csak” a megfelelően óvatos szállításra kellett megoldást találni. A döntés meg is született: egy olyan szállítóeszközre van szükség, amely alkalmas egy minden korábbinál nagyobb rakétát függőleges helyzetben elszállítani egy szerelőcsarnokból az indítóállásba.
A leendő holdrakéta egy 110 méter magas, a farkánál 10 méter átmérőjű, üresen 240 tonnás „ceruzaként” bontakozott ki a tervezőasztalon, ennek a mozgatása volt az elsődleges feladat. A feladat másik része pedig a feltöltött állapotban több mint 3000 tonnát nyomó űrszerelvény felbocsátása volt. A tervezési feladatokat a Reynolds, Smiths és Hills Tervezőiroda kapta. A követelmények alapján kialakult a szerkezet formája: egy hatalmas, két emelet magas vízszintes platform és egy karcsú rácsszerkezetes torony, amely az ellátókarokat és a rakéta feltöltéséhez szükséges tápvezetékeket tartotta és a tetején egy daruval is rendelkezett a szerelési utómunkálatokhoz. A tervezést követően az Ingalls Iron Works 1963 novembere és 1965 februárja között gyártotta le a Mobile Launcher (Mobil Indító), vagy a látványosabbik részegysége után egyszerűen csak Launch Umbilical Tower (Start Ellátótorony) néven említett szerkezetet. Összesen három egységet építettek az Ellátótoronyból. A LUT–1 szerkezeti munkája kilenc hónap alatt lett kész, ekkor emelték a helyére a szerkezet tetején levő 19 tonnás daru gémjét. 1965 februárjában lett kész a LUT–2 és 1965. március 1-jén emelték a helyére a LUT–3 daruját, mintegy befejezvén az építést. A szerkezetkész tornyok ezután egy másik gyártó, a Hayes International kezébe kerültek, akik felszerelték az ellátókarokat (vagy – némileg hibásan használt – más néven támkarokat). Ezek az ellátókarok voltak a Mobil indítóállványok legbonyolultabb részegységei, tervezésüket nem adták ki, azt maga a NASA végezte. Ennek során elkészítették egy tipikus kar (a 6-os számú) prototípusát és ennek alapján gyártotta le a Hayes a többit, természetesen a megfelelő eltérésekkel.
Egy felbocsátás során a torony mellől szállt fel a rakéta (eleve másfél fokos, a toronytól elfelé tartó irányon, nehogy véletlenül egy véletlen szélroham miatt a szerkezethez ütközzön emelkedés közben), amelynek ellátó karjai a indítás előtti percekben sorra elváltak a rakétától és oldalra fordították őket. A mobil indítóállvány kiegészítője volt a Mobil Kiszolgáló Szerkezet (Mobile Service Structure), amelyet azután vontattak fel a lángterelő árok rámpáján, miután a mobil indítótornyot a rakétával a hátán a hernyótalpas jármű felvitte az indítóállás tetejére és azt ott rögzítették. A szerkezet egészen a start előtti napig ott maradt a rakéta mellett és csak akkor vontatták vissza. Ez a torony arra volt hivatott, hogy a rakéta indításához szükséges számos robbanó piropatront a helyére tudják tenni (emiatt Élesítő torony volt a beceneve). Ezek között voltak a rakéta fokozatleválásait végző robbanópatronok, vagy a rakéta önmegsemmisítését végző robbanótöltetek, ha véletlenül a rakéta rossz felé repült volna és inkább meg kellett semmisíteni. Másodlagos funkcióként a torony valamennyire védte a rakétát az időjárástól is.
A feljuttatandó űreszköz cseréjével az indítás infrastruktúráját is át kellett alakítani, ami legfőképpen az indítótornyo(ka)T érintette. A Mobil Indítótornyot teljes egészében lecserélték és egy állandó létesítmény vette át a helyét az indítóállás fölé magasodva, így meghatározva annak kinézetét a következő időszakra. Ez az új szerkezet a Fix Kiszolgáló Szerkezet (FSS – Fixed Service Structure) lett. A legnagyobb különbséget jelzi a szerkezet neve is, ez már nem volt mozgatható, ugyanis szétválasztották az indítótornyot és az áreszköz szállítását végző platformot. Utóbbi továbbra is a VAB és az indítóállás közti távolság leküzdésére volt hivatott, majd a rakéta felbocsátásakor szolgált indítóasztalként, ám az ellátó karokat is magába foglaló torony fixen kikerült az indítóállásba. A tornyon helyeztek el három ellátó kart is, ezeken keresztül lehet belépni az orbiterbe, amelyek aztán visszahúzhatóak, amikor nem használják őket. A szerkezetnek 12 szintje van és közel 106 méter magas a villámhárítót is beleértve. A szintek 6 méter magasak és az alsó szint 8 méter magasan van az indítóállás szintje felett. A szerkezethez csatlakozik a vészhelyzeti mentőrendszer is, amely egy kötélpálya, amellyel gyorsan el lehet távolodni az indítóállástól szükség esetén.
A Fix Kiszolgáló Szerkezetet kiegészíti a Forgatható Kiszolgáló Szerkezet (RSS – Rotating Service Structure). Ez a szerkezet 31 méter hosszú, 15 méter széles és 40 méter magas és az indítóállás nyugati oldalán egy forgócsapon áll, azon forgatható 120 fokot. Végállásában a Fix Kiszolgáló Szerkezethez csatlakoztatható. Funkcióját tekintve a szerkezetből lehet biztonságosan bejutni az orbiterbe és ott a rakományon különböző munkákat végezni, illetve innen lehet az űrsikló egyes rendszereit is elérni javítás céljából. A kialakult gyakorlat szerint a rakomány nagy részét kinn az indítóállásban szokták beszerelni az űrsiklóba, ezért vált szükségessé ez a konfiguráció. A szerkezet legnagyobb egysége a Rakomány Cserélő Szoba. Ez egy zárt, légkondicionált terület, amelyet hermetikusan lehet csatolni az űrsikló rakományteréhez és szerelési munkákat végezni benne. Összesen öt platform áll rendelkezésre öt szinten a rakománytér minél rugalmasabb elérésére benne. Egy másik, a szerkezeten elhelyezett részegség a Űrhajó Középrész Csatlakoztató Egység. Ahogy a neve is mutatja, az űrsikló testének középrészén biztosít elérhetőséget az űrhajóhoz. Ezt az űrsikló közepén elhelyezett csatlakozóegységen keresztül különböző folyadékok betöltésére (például az üzemanagcellák cseppfolyós oxigén és cseppfolyós hidrogén hajtóanyagának betöltésére) használják. Végül a szerkezetben kapott helyet a Cseppfolyós Betöltő Rendszer is. Itt töltik be a cseppfolyós oxigént és hidrogént, valamint héliumot és nitrogént elsősorban a kormányrendszer hajtóműveibe. Ehhez hat kézi vezérlésű és kinyújtható, visszahúzható töltőegység áll rendelkezésre.

### VAB-csarnok

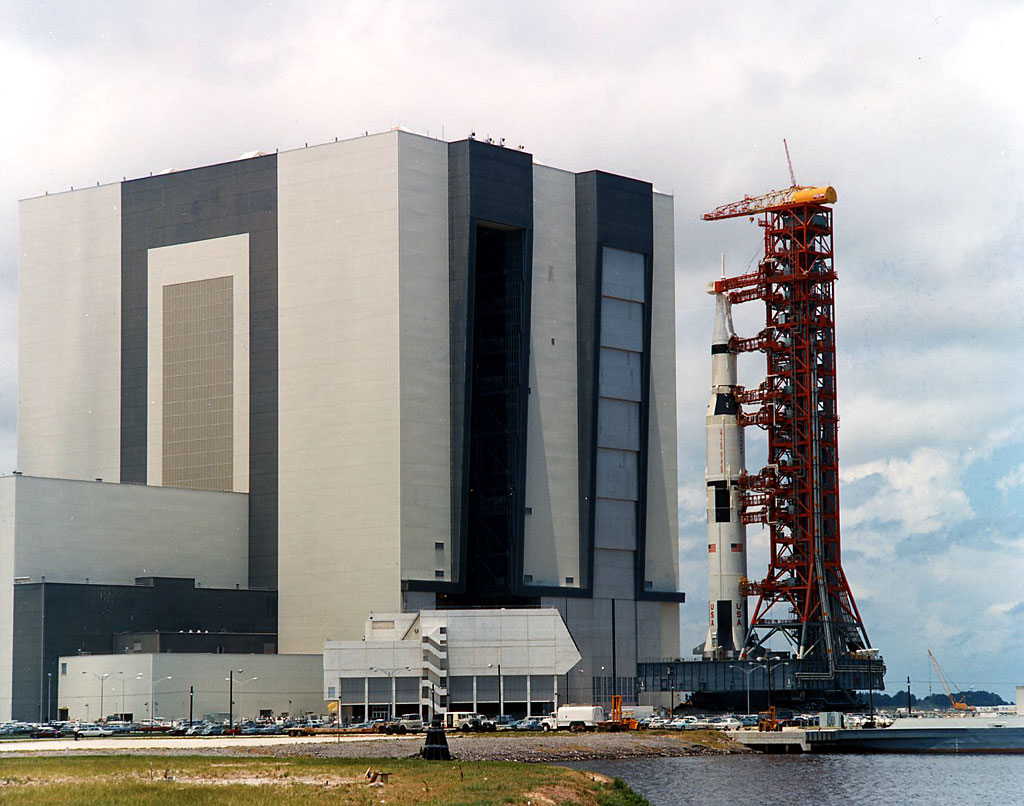
A VAB az Apollo-program idején

Az indítókomplexum részeként, mégis önálló funkcióval rendelkezik az az épület, ahol a rakétákat összeszerelték s felkészítették a felbocsátásra. A mérnökök szakítottak a korábbi gyakorlattal, amikor az indítóállványon szerelték össze az indítandó rakétákat és a Mobil Felbocsátási Koncepciót választották, amelyben a rakétát és űrhajót valahol távol az indítóállástól szerelték össze – ezzel is lerövidítve az egyes felbocsátások közötti időt, növelve a felbocsátások gyakoriságát –, illetve az összeszerelés eleve függőleges formában történt. Ez a német mérnökök részéről érkezett ötlet volt, akik a második világháborúben ezen a módon menedzselték a V–2 rakéták felbocsátását.
A Saturn V első és második fokozatai, méretüknél fogva, bárkákon érkeztek a közeli Banana River folyón keresztül, a harmadik fokozat Super Guppy teherszállító repülőgépeken ahogy az űrhajóegységek is. Ezeket kellett függőlegesen összeszerelni és repülésre késszé tenni, így ehhez kellett egy épület, ahol az időjárás hatásaitól mentesen lehetett ezt a munkát elvégezni. Erre hozták létre a VAB épületét, amely kb. 5 kilométerre volt a legközelebbi indítóállástól.
A csarnok 218,2x157,9 méteres téglalap alakú, 3,2 hektár területen fekszik, négy rakéta és űrhajó egyidejű szerelésére alkalmas szerelőcsarnokot foglal magába. Az indítóplatformmal együtt 121 méter magas rakéták építéséhez illően 160,3 méter magas és ajtajai 43 méter szélesek, amelyen keresztül a mobil indítóállványok kitolhatóak voltak. Az építéshez végül 98 590 tonna acélt használtak fel. Az épületet a Floridát gyakran meglátogató hurrikánok miatt hurrikánbiztosra tervezték. Felszerelését tekintve alkalmassá tették az összeszerelésekre különböző nagy kapacitású daruk beszerelésével, amelyek legnagyobb teherbírású verziója 250 tonnát tudott megmozgatni.
A csarnok építése 1963. május 31-én kezdődött, amikor egy acélgyártó elnyerte a pályázatot a VAB acélszerkezetéhez szükséges anyag leszállítására. Az építők ugyanazzal a fő problémával néztek szembe, mint az indítóállásnál: a homokos, vízáztatta talajjal. Ez egyrészt az épület megsüllyedésével, másrészt pedig mivel az alakja – egy gigantikus kocka – miatt úgy viselkedett, mint egy hatalmas vitorla, azzal is fenyegetett, hogy a néha Floridát meglátogató óriási szelek elsodorják. A megoldás viszont más lett, mint az indítóállásnál, ezernyi 41 centiméter átmérőjű acél cölöpöt vertek a talajba. Ez megakadályozta a megsüllyedést és le is horgonyozta az épületet a szelekkel szemben. Járulékos probléma volt, hogy a sós vízzel átitatott homokba vert acél cölöpökön elektromos áram ébredt és megkezdődött az elektrolízis, amely idővel felemésztette volna a fém cölöpöket. Ezt úgy oldották meg, hogy vastag rézkábeleket hegesztettek minden egyes cölöphöz és azokat pedig egy megerősített acél elemhez, amelyet aztán leföldeltek, így az áram folyását meggátolták (a munka elvégzéséig az a hír terjedt tréfásan a sajtóban, hogy a NASA a világ legnagyobb alkáli elemét hozza éppen létre). A talaj gyengeségére jellemző, hogy egy cölöp 16,8 méteres volt, ám sokszor három-négy cölöpöt is csatlakoztatni kellett egymáshoz és úgy leverni, akár 60 méterre, hogy az stabil legyen. A cölöpök leverését követően készülhetett el a vasszerkezet, amely a cölöpökhöz rögzítette az épület alaplemezét, majd ezt követte a betonozás. Az építők 38 200 köbméter betont használtak fel a munka során.
Az alapozást követően ugyancsak acélból megépült a VAB épületszerkezete, amelyet – szemléltetve a feladat nagyságát – három cég konzorciumban hozott létre. A szerkezetépítést követte az építészeti munka, illetve a kapcsolódó épületek, létesítmények megvalósítása. Az eredeti tervek szerint 1964 december 1-re tűzték ki a VAB elkészülésének határidejét, de a munka kis csúszással csak 1965. március 7-én készült el. Az építkezést végig hátráltatta, hogy időről időre hurrikánok szaggatták a helyszínt (így pl. az 1964-es szezonban a Cleo és a Dora hurrikán is átvonult Cape Canaveral-en).

### Vízszintes összeállító műhely
Ugyan csak logikai kapcsolatban áll a VAB-csarnokkal – a rakéták és űrhajók összeszerelése témájában – a SpaceX részben szakított a mobil indítási koncepcióval és a VAB helyett egy új helyszínen, vízszintesen szereli össze a rakétáit. A SpaceX az összekötő út mentén épített egy csarnokot, a HIF-et (Horizontal Integration Facility – Vízszintes Összeállító Műhely) a Falcon 9 és Falcon Heavy rakétái számára). A létesítmény alkalmas mind a Falcon 9, mind a Falcon Heavy rakéták befogadására és szerelésére. A HIF elválaszthatatlan tartozéka az ún. Szállító Felállító (TE – Transporter Erector) szerkezet, amely síneken fut fel az indítóállásig és ott állítja függőlegesbe a startra váró rakétát.

### Összekötő utak és hernyótalpas szállítójármű

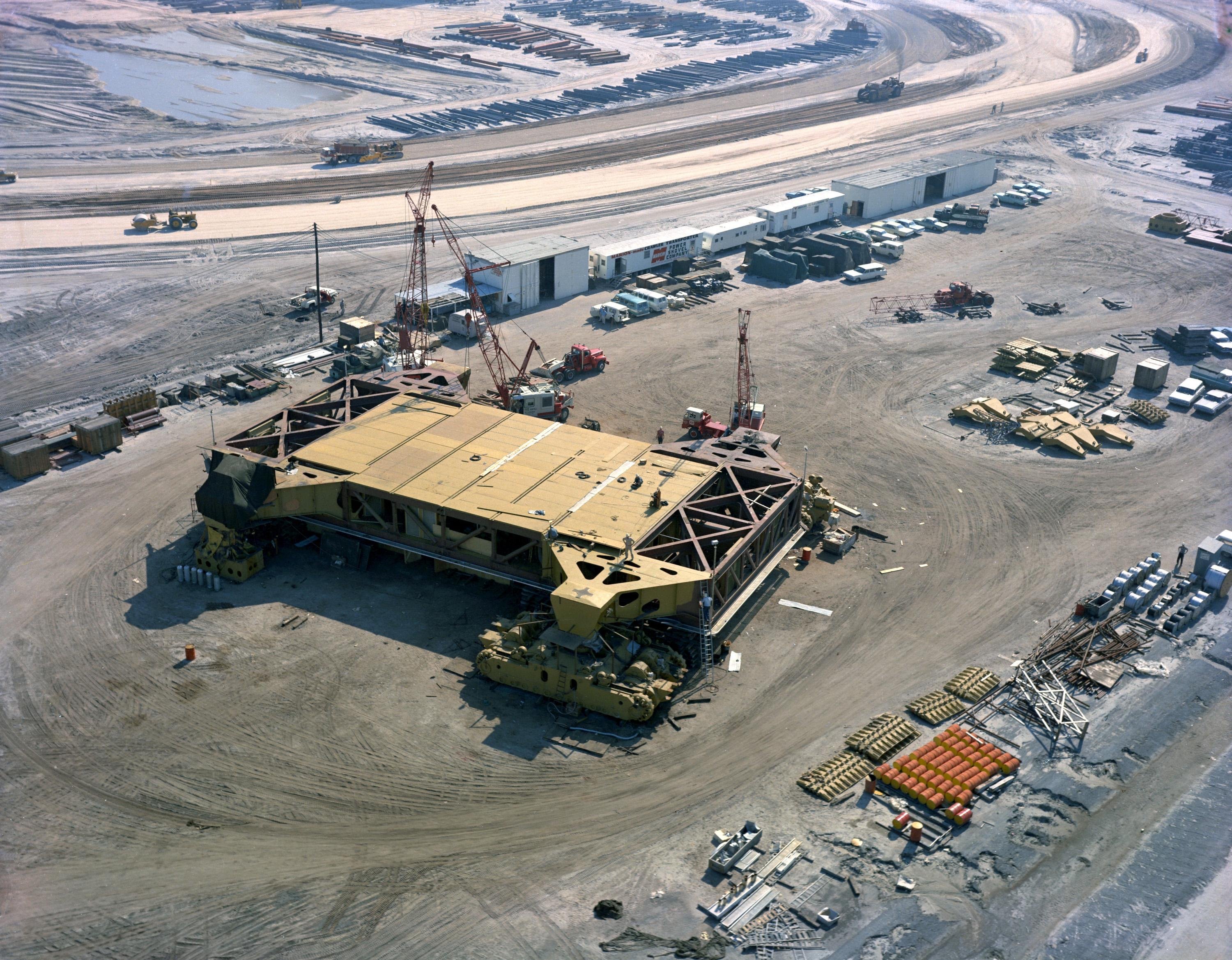
Épül az egyik hernyótalpas (1964)

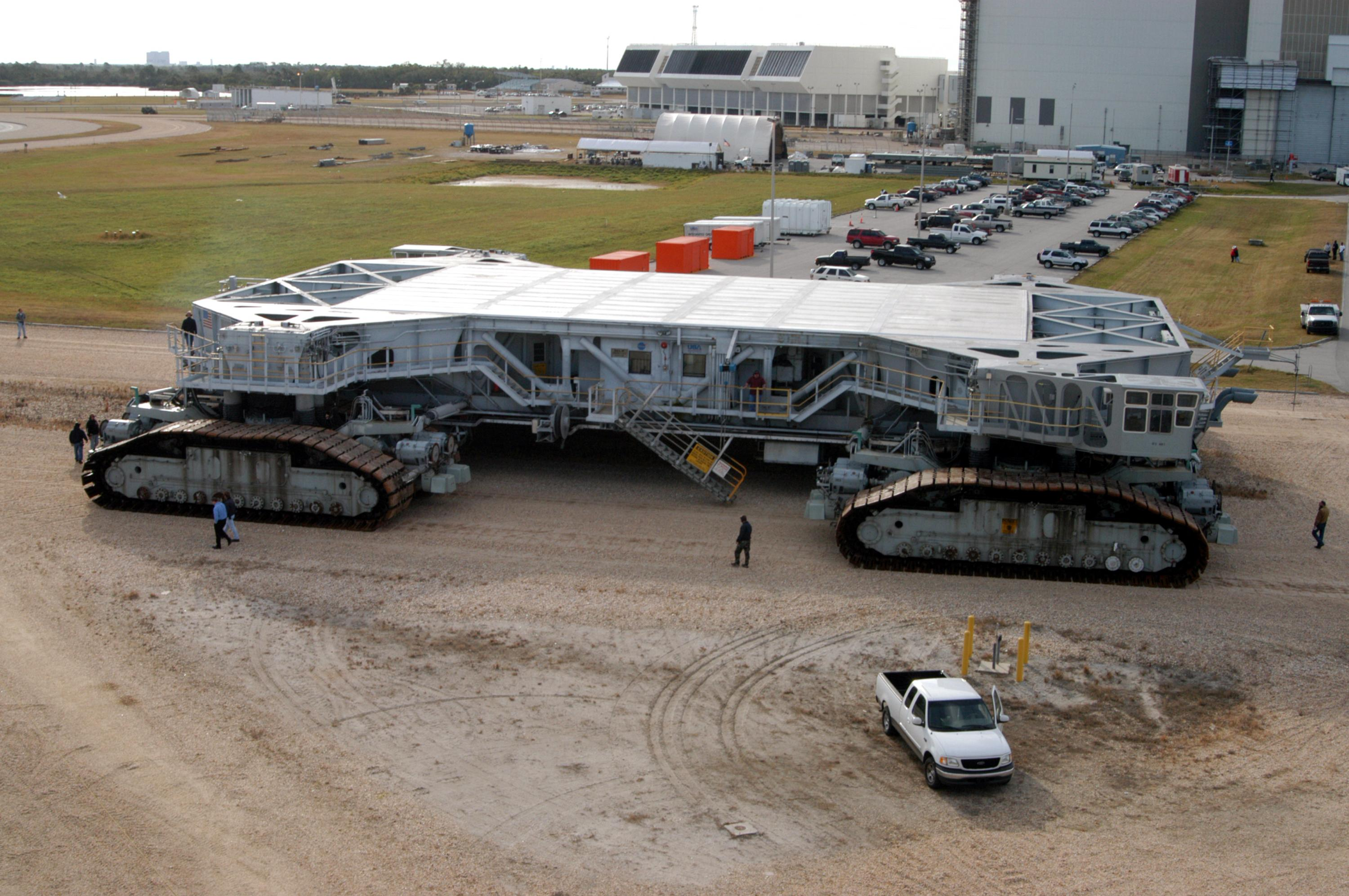
A kész szállítójármű

A Mobil Felbocsátási Koncepció másik folyománya volt, hogy a készre szerelt rakétát el kellett juttatni az összeszerelés helyéről az indítóállványba, így valamilyen mobil megoldásra volt szükség, amivel szállíthatóvá vált a rakéta. Nehezítette a helyzetet a függőleges összeszerelés elképzelése, mivel így nehezebb volt a nagyon magas, a méretéhez képest ceruza vékonyságú és üres, tehát sérülékeny rakéta mozgatása. Több megoldás is versenyben volt, vasúti, vagy vízi megoldás is felmerült, azaz síneken, vasúti kocsin és mozdonnyal, vagy csatornát ásva hajón is elképzelték, hogy eljuttassák az űrhajót, végül azonban a közúti megoldás lett a befutó, azaz utat építettek és rajta egy hernyótalpakon közlekedő eszköz gördíti a rakétát az egyik pontból a másikba. Először arra gondoltak a mérnökök, hogy az indítótornyot teszik önjáróvá, majd amikor a megoldást keresve a lehetséges beszállítókon végigtekintettek a tervezők, az egyik bányaipari cégnél – a Bucyrus-Erie Companynél – találtak is egy lehetséges prototípust, ami alkalmasnak látszott, ám bonyolultabb lett volna az indítótoronyba integrálni. Ezért koncepció szinten szétválasztották a tornyot és a mozgatásához szükséges járművet és a két eszköz fejlesztése külön zajlott tovább.
A szállítási folyamat a VAB-csarnokban kezdődik. A VAB-csarnokban egy több hétig tartó folyamatban a Saturn rakétát egy hatalmas – középen a rakéta lángcsóvájának helyet engedő lyukkal bíró – négyzetes platformra szerelték (a ahol a platformnak további integráns része volt a támkarokat, ellátóvezetékeket és liftet magába foglaló torony). A szerelés készre jelentését követően következett a szállítójármű igénybevétele: a hatalmas traktor begördült a csarnokba és precízen a platform alá parkolt. A pontos beállást követően a lánctalp-zsámolyok hidraulikus emelői segítségével megemelték a szállítójármű alvázának hasmagasságát, azaz mintegy a hátára vette a traktor a platformot és a rá szerelt rakétát. Ezt követően következett a szállítási szakasz, amikor a VAB és az LC-39 közötti kb. 6 kilométeres távolságot kellett megtenni. Legvégül a traktor felkapaszkodott az indítóállás betonteknőjének lejtőjén – gondosan ügyelve a szintezésre, a rakomány pontosan függőlegesen tartására –. Mikor a később indítóasztalként szolgáló platform a helyére került az indítóállásban, a traktor leeresztette a hidraulikáját, kigördült az indítóasztal alól és arrébb parkolt, hogy egy esetleges (általában hurrikánveszély miatt elrendelt) visszaszállítás esetén rendelkezésre álljon.
A traktor az Apollo űrhajórendszer (a Saturn V rakéta, az Apollo űrhajó és a holdkomp) méreteihez, tömegéhez igazított követelményrendszer alapján készült el. A jármű egy 40 méter hosszú, 35 méter széles téglalapot formáz, önsúlya 2721 tonna. Mind a négy sarkában egy-egy lánctalp-zsámoly található, zsámolyonként két-két lánctalppal. A zsámolyok egyenként 3 méter magasak és 12 méter hosszúak, mindegyik lánctalpsor 57 láncszemből áll, amelyek mindegyike 900 kg-ot nyom. A jármű magassága hidraulika segítségével 6,1 méter és 7,9 méter között változtatható (ez egyrészt a szállítandó rakomány megemeléséhez, másrészt annak szintezéséhez szükséges). A magasságállítás segítségével a rakományt 10 szögperc tűréshatárral lehet függőlegesen tartani még akkor is, amikor az indítóállás 5%-os lejtőjén kaptat felfelé a jármű. A traktor mindkét végén – a menetirány szerinti jobb oldalon – található egy-egy vezetőfülke, amelyből a manővereket irányítja a kezelő. A gépszörny mozgatására több csúcsteljesítményű hajtóegység szolgál. Az előre haladáshoz két 2750 lóerős dízelmotort építettek be, amelyek két 1000 kW-os generátort hajtanak, amelyek 16 lánctalp-motorhoz (talpanként 2-2-höz) osztják el az erőt. További két 1065 lóerős dízelmotor hajt két 750 kW-os generátort, amelyek a kormányzáshoz, az emeléshez, a világításhoz és a hűtéshez termelnek energiát. Végül még további két 150 kW-os generátort használnak – szintén az 1065 lóerős erőforrásokra kötve – a rakomány, a Mobil indítóállvány energiaszükségletének kielégítésére. A dízel erőforrások mérföldenként 568 liter (kilométerenként kb. 350 liter) gázolajat fogyasztanak. A különleges rakomány mozgatása rendkívül óvatosan történik. A hernyótalpas szállítójármű 1,6 km/h maximális sebességre képes rakottan, így a VAB és a hozzá közelebbi 39A indítóállás közötti 6,2 kilométert tipikusan 5-6 óra alatt teszi meg. Üresen az elérhető legnagyobb sebesség 3,2 km/h.
A gyártásra 1964-65 között került sor, az első példányt 1965 januárjában szállította le a gyártó Cape Canaveralre. Ezt követően tesztsorozat indult, amellyel felmérték, hogy valóban tökéletesen ellátja-e a feladatát a jármű. Az egyik tesztút során 1965 júliusában komoly problémára derült fény. A technikusok az indítóállásra vezető úton bronz és acél darabkákat találtak, amelyek a szállítójármű lánctalpvezetőiből származtak. A vizsgálat szerint kanyarodáskor a futómű nem bírta a terhelést. A részegységet áttervezték: egy mérnökcsapat a Marion Power Shovel telephelyén végezte a tervezést és a gyártást, míg egy másik Cape Canaveralen végezte a beépítést.
Egy különleges járműhöz különleges út is jár, így az összeszerelő csarnok és az indítóállások közötti út is legalább olyan egyedi, mint maga a jármű, ami közlekedik rajta. Az úttal kapcsolatos követelményrendszer kidolgozása a szállítási mód – és a jármű – kiválasztását követően azonnal megkezdődött. A követelmények középpontjában a szállítóeszköz és a szállítmány 7700 tonnás össztömege állt, az átlagos utak építői sohasem találkoznak ilyen terheléssel. Az extrém tömeget a lehető legsimábban kellett mozgatni, ehhez készült az útszerkezet: 80 cm hidraulikus töltés, 90 cm finom mészkő, 30 cm válogatott töltés, vékony aszfalt záróréteg és az aszfalt tetején (!) 10–20 cm folyami kavics. A követelmények másik fókuszpontja a talaj bizonytalanságának kiküszöbölése volt. Cape Canaveral és benne az indítóállásoknak otthont adó Merrit Island a Floridában tipikus mocsaras területnek számít, az üledékes talajnak nem igazán jó a tartása. Ezt a nyomvonal alatti 7,6 méteres mélységig ható vibrációs tömörítéssel hidalták át. Végül a harmadik fontos tervezési szempont az útfelület minősége volt. A leendő útfelületet nem marhatták fel a lánctalpak, de nem is csúszhatott, az acél talpaknak szilárdan meg kellett tudni kapaszkodni rajta. Erre a szokványos aszfaltburkolat nem felelt volna meg, a tervezők durva folyamikavics-borítást találtak ki megoldásként.
A VAB és az LC-39 startkomplexum között húzódó út két párhuzamos sávból áll, köztük elválasztó sávval. A közelebbi, 39A jelű indítóállásig 5535 méter, a távolabbi, 39B jelűig 6828 méter hosszan vezet az út (az összeszerelő csarnoktól egy nyomvonal indul ki, majd 3400 méter után ágazik ketté a két indítóállás felé). Az út szélessége eléri a 40 métert, 12 méter széles sávokkal, köztük 15 méteres elválasztó sávval. Az útszerkezet vastagsága 2 méter (összehasonlításul: egy átlagos útszerkezet 45 cm vastag.) A tervezést az amerikai tengerészgyalogság mérnökei végezték, az építés 1963 novemberében kezdődött és 1965 augusztusában készült el a 39A-ig vezető rövidebb pályaszakasz.

### Kilövésirányító Központ

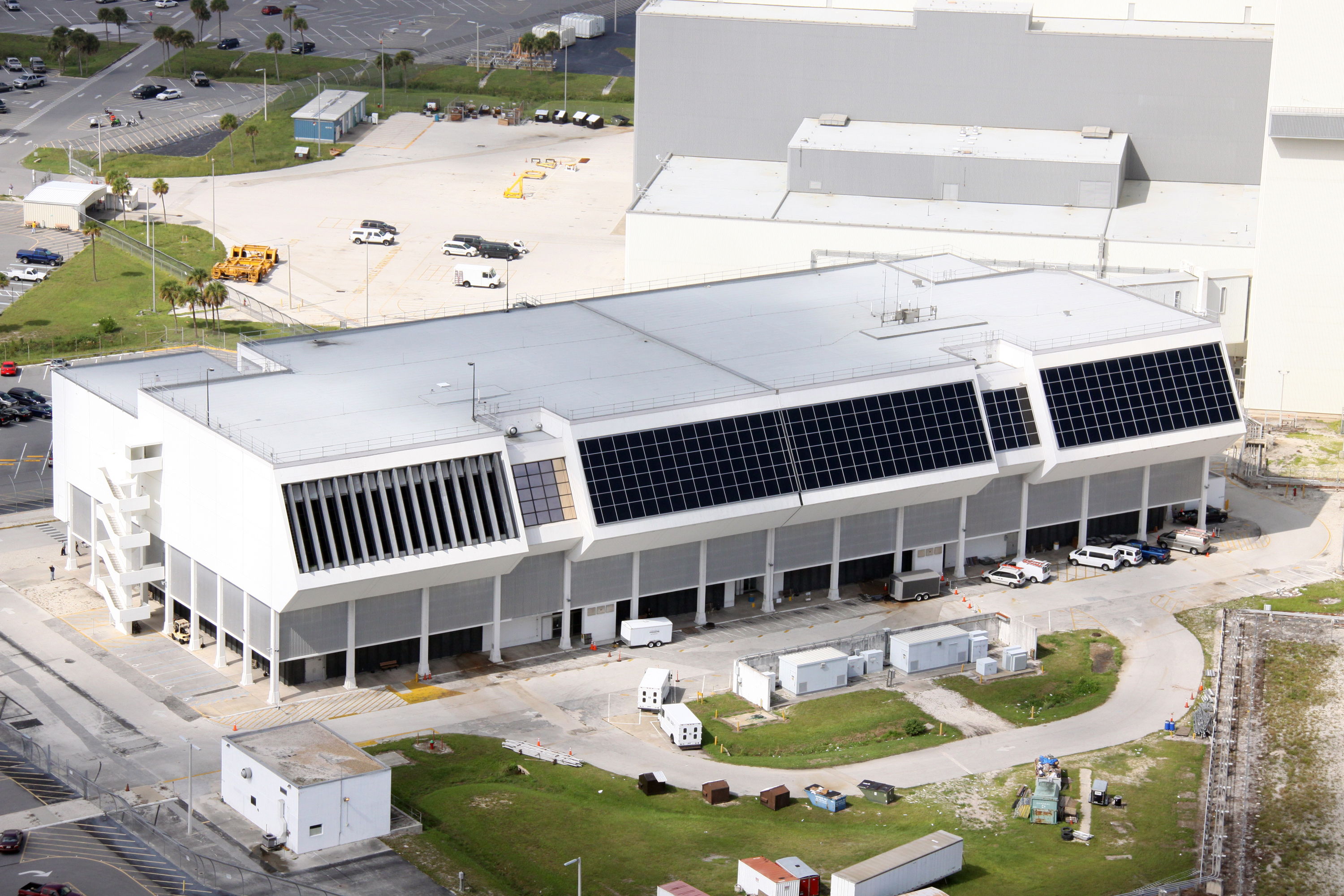
A Launch Control Center madártávlatból

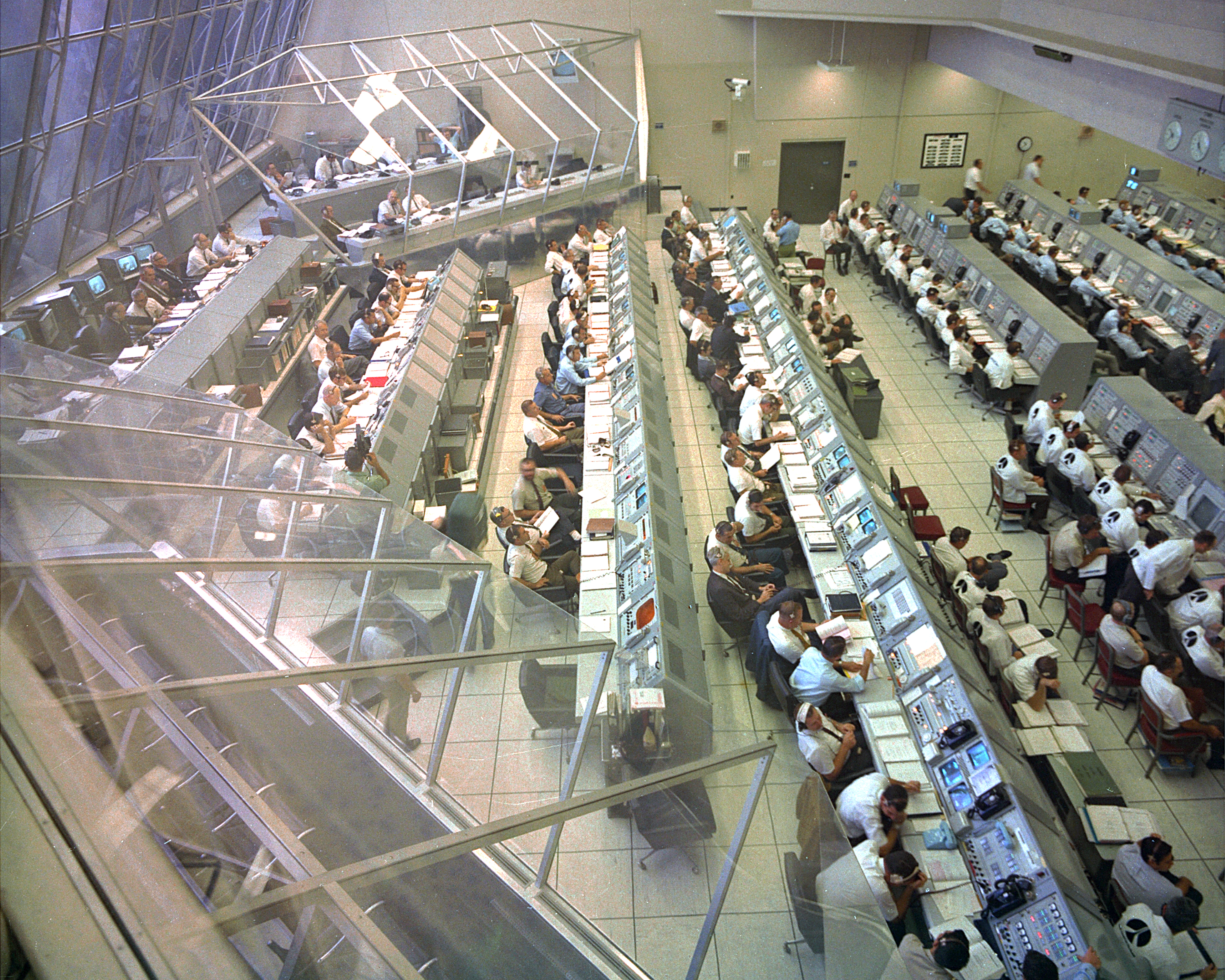
Az irányítóközpont belseje az Apollo-program idején

A tervekben szerepelt egy irányítóközpont iránti igény is, amelyből a helyszínről lehet felügyelni az indításokat. A tervek a létesítményt közvetlenül a VAB mellé tették, ám felmerült, hogy esetleg a VAB tetején jobb helye lenne. Az építési szerződést a VAB-ot is tervező és építő USRAAM kapta, aki el is készítette a terveket a szerelőcsarnok tetejére helyezett verzióról, ám az így kapott többlet költség (1 200 000 dollár) áthúzta az ezen szándékokat és az épület visszakerült az eredeti helyére, a talajszintre a nagy csarnok tőszomszédságába. Egyedül az épület szerkezete változott meg az eredeti tervekhez képest: eredetileg ezt is acélszerkezetből építették volna meg, mint a VAB-ot, ám a mérnökök úgy gondolták, hogy akusztikailag sokkal megfelelőbb a vasbeton szerkezet, így a tervekben a kettőt kicserélték utóbbi javára.
Az épület négy emeletet kapott és négy irányítótermet (ún. Firing roomot, azaz kilövő termet) alakítottak ki benne. Ám a tervező mindig is hangsúlyozta, hogy a kialakításkor a maximális rugalmasságra törekedett, ezért mozgatható falak, sőt kivehető szintek alkalmazásával szinte tetszés szerint alakítható az épület funkciója és kiosztása, összevonhatóak, vagy leválaszthatóak termek. Az épület legszembetűnőbb jellegzetessége, a homlokzati ablaksor, amely az LC39 indítóállásaira néz. Az ablakok két centiméter vastag üvegből vannak, hogy kizárják a hangot és például a rakéták indítása során keletkező hangnyomást. Az üvegablakok ezen kívül állítható alumínium napellenző rendszert is kaptak. Hogy ne párásodjon egyik ablak sem, infravörös lámpák gondoskodnak a páramentesítésről. Az üvegek szűrő bevonatot is kaptak és így csak a fény 28%-át engedik be az irányítótermekbe.
Az irányítótermek konfigurációja a felbocsátott eszköztől függött. Az Apollo felszállásokhoz először 1962. szeptember 13-án határozták meg, hogy milyen összetételű irányító személyzet milyen konzoloknál milyen tevékenységet akar végezni. A holdprogram során közel 450 konzolt próbáltak ki és működtettek itt, amely aztán a Space Shuttle indításokra némileg egyszerűsödött.
A startirányítás összeköttetésben állt a houstoni, Johnson Űrközpontbeli irányítóközponttal (Mission Control), amely a teljes repülésért felelt. Leegyszerűsítve a cape canaverali irányítás mindössze a repülés első 10-15 másodpercéért felelt, a hajtóművek beindításától addig a pontig, amíg az éppen indított űrszerelvény elhagyta az indítótorony magasságát, a 100-130 métert, mert ezt követően átadták a feladatot a houstoniaknak. Természetesen mivel ez a központ végzett minden előkészülettel, az űrjárművek felkészítésével kapcsolatos feladatot, nemcsak 10-15 másodperc munkát végeztek, hanem sokkal hosszabb felelősség nyugodott az itt dolgozókon.